# ريتشارد إيفانز (سياسي)
ريتشارد إيفانز (بالإنجليزية: Richard Evans)‏ هو دبلوماسي وكاتب سير وسياسي بريطاني، ولد في 15 أبريل 1928 في بليز، وتوفي في 24 أغسطس 2012 في ويلتشاير في المملكة المتحدة. انتخب سفير المملكة المتحدة لدى الصين (1984 – 1988).